# USS Harry S. Truman (CVN-75)
La USS Harry S. Truman (CVN-75) è una portaerei a propulsione nucleare della U.S. Navy, l'ottava per costruzione della classe Nimitz. È intitolata al 33º presidente degli Stati Uniti, Harry S. Truman.
Come le altre portaerei della classe Nimitz, può ospitare a pieno regime fino a 5 650 persone (3 500 marinai + 2 150 avieri). Può imbarcare fino a 90 velivoli ad ala fissa o rotante, tra cui 4 squadriglie di caccia F/A-18 Hornet, una squadriglia di aerei EA-6B Prowler per la guerra elettronica, una squadriglia di aerei Grumman E-2 Hawkeye con compiti di sorveglianza aerea, alcuni aerei da trasporto logistico Grumman C-2 Greyhound e alcuni elicotteri SH-60 Seahawk.
La sua base di appoggio (Home Port) è la Naval Station Norfolk, in Virginia.
Alla cerimonia di consegna alla U.S. Navy (Commissioning), il 25 luglio 1998, erano presenti il presidente Bill Clinton, il rappresentante del Missouri (lo stato natale di Truman) Ike Skelton, il segretario alla difesa William Cohen e il segretario della marina John H. Dalton.

## Missioni operative
La Harry S. Truman ha partecipato a diverse missioni nel Golfo Persico, tra cui le operazioni Joint Endeavor, Deny Flight, Southern Watch, Enduring Freedom e Iraqi Freedom.
Nella prima metà del 2016, nell'ambito dell'Operazione Inherent Resolve, la Harry S. Truman, al comando del gruppo da battaglia Carrier Group 8, ha partecipato per otto mesi dal Mediterraneo orientale ad operazioni militari contro l'ISIL.
Dal giugno 2019 al luglio 2021 ne è stato comandante il capitano Kavon Hakimzadeh, nato in Texas da padre iraniano e madre americana.
Dal dicembre 2019 la Harry S. Truman è in servizio attivo con la Quinta Flotta nel Golfo Persico.
Il 24 gennaio 2022, le navi alleate del Comando delle forze d’attacco e supporto navali della NATO e la Sesta flotta statunitense hanno avviato una serie di attività di pattugliamento attraverso il Mar Mediterraneo, nell’ambito della esercitazione “Neptune Strike 2022”. Neptune Strike è una esercitazione pianificata da tempo e si è svolta fino al 4 febbraio, prevedendo il dispiegamento della portaerei USS Harry S. Truman Carrier, insieme al suo gruppo d’attacco e della componente aerea. 
L'unità è schierata assieme al suo Carrier Strike Group nel Mediterraneo, nell'ambito della crisi diplomatica con la Federazione Russa, con scopi di deterrenza a seguito dell'invasione russa dell'Ucraina.
Nell'esercizio degli scopi sopra descritti, la superportaerei risulta essere inseguita e sorvegliata da alcune unità navali russe, tra cui spiccano il cacciatorpediniere Vice-Admiral Kulakov e il cosiddetto "carrier killer", l'Incrociatore missilistico Varyag, della Classe Slava. Il compito delle unità navali russe sarebbe quello di sorvegliare i movimenti delle unità NATO ed impedire il loro ingresso nel Mar Nero.